# João Carlos de Souza Gomes
João Carlos de Souza Gomes (* 16. November 1948 in Madrid) ist ein brasilianischer Diplomat.

## Leben
João Carlos de Souza Gomes ist der Sohn von Maria Conceição Aranha de Souza Gomes und Jayme de Souza Gomes. Am 2. April 1973 absolvierte er den Curso Preparatório à Carreira Diplomática des Rio Branco-Institutes. Vom 28. August 1980 bis 13. April 1983 war er Geschäftsträger in Paramaribo. Vom 13. April 1983 bis 1985 war er Geschäftsträger in Praia. Am 28. November 1990 legte er im Rahmen des Curso de Altos Estudos die Studie A Retirada Norte-Americana da Unesco, no contexto dos. Principais Aspectos da Crise da Organização vor. Vom 3. Juli 1997 bis 7. Juni 2000 war er Botschafter in San José (Costa Rica). Vom 11. November 2003 bis November 2007 war er Botschafter in Caracas. Von November 2007 bis 11. Mai  2010 vertrat er die brasilianische Regierung bei der UNESCO in Paris. Seit 11. Mai 2010 ist er Botschafter in Montevideo.